# Ancornallis cristatus
Ancornallis cristatus är en skalbaggsart som beskrevs av Fisher 1935. Ancornallis cristatus ingår i släktet Ancornallis och familjen långhorningar. Inga underarter finns listade i Catalogue of Life.